# Ion Vartic
Ion Vartic, né le 4 octobre 1944 à Sibiu, est un essayiste, théâtrologue, critique littéraire et historien de la littérature roumaine. 

## Biographie
- Maîtrise à la Faculté des lettres de l'Université Babeș-Bolyai  de Cluj en 1967.
- Docteur-ès-lettres avec la thèse Ibsen și teatrul modern (1988).
- Débuts, comme essayiste, dans la revue Tribuna de Cluj en 1968, par un essai sur Radu Stanca.
- Membre du groupement littéraire Echinox. Animateur du groupe « Ars Amatoria ». Il a été le rédacteur coordonnateur de la rubrique Dosar de la revue Apostrof de Cluj.
- Professeur de littérature comparée et de la théorie du drame à l'Université « Babeș-Bolyai » de Cluj, ainsi qu'à la Faculté de Théâtre et de Télévision et à la Faculté des lettres.
- Sous-secrétaire d'État au Ministère de la Culture dans l'équipe ministérielle d'Andrei Pleșu (1990-1992).
- Directeur général du Théâtre national « Lucian Blaga » de Cluj-Napoca (2002-2010).

## Publications
- Spectacol interior, 1977.

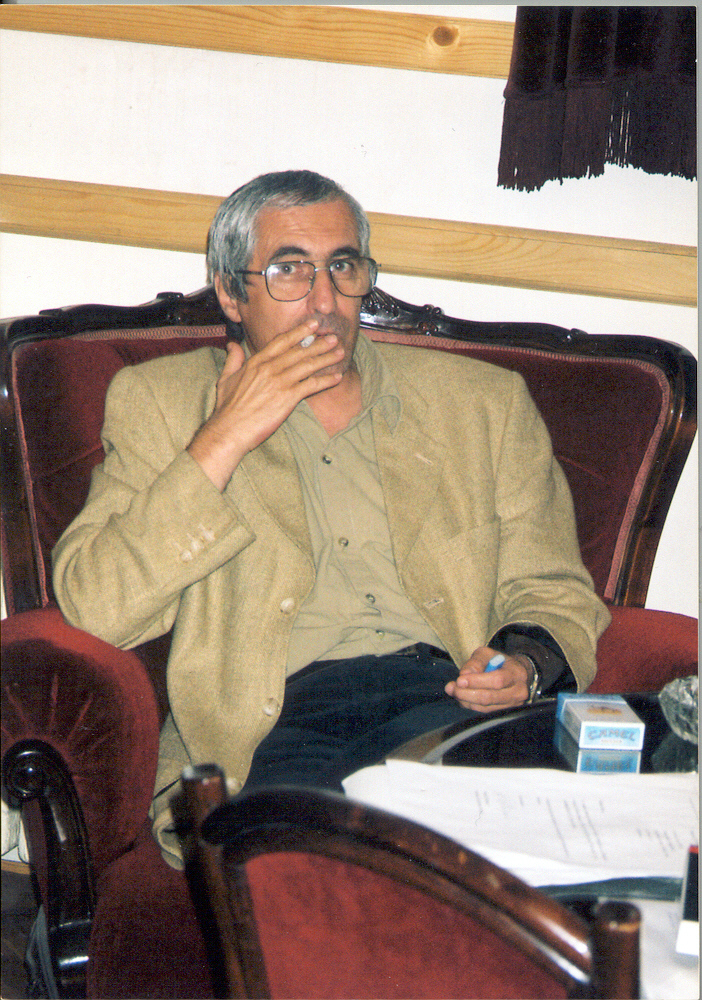

- Radu Stanca. Poezie și teatru, 1978.
- Modelul și oglinda, 1982
- Ibsen și „teatrul invizibil”. Preludii la o teorie a dramei,  1995.
- Cioran naiv și sentimental, 2000, 2002.
- Clanul Caragiale, 2002.
- Bulgakov și secretul lui Koroviev. Interpretare figurală la Maestrul și Margareta, 2004, 2006.
- Cioran ingenuo y sentimental, trad. espagnole de F.J. Marina, Mira Editores, 2009.

Éditions annotées, préfaces

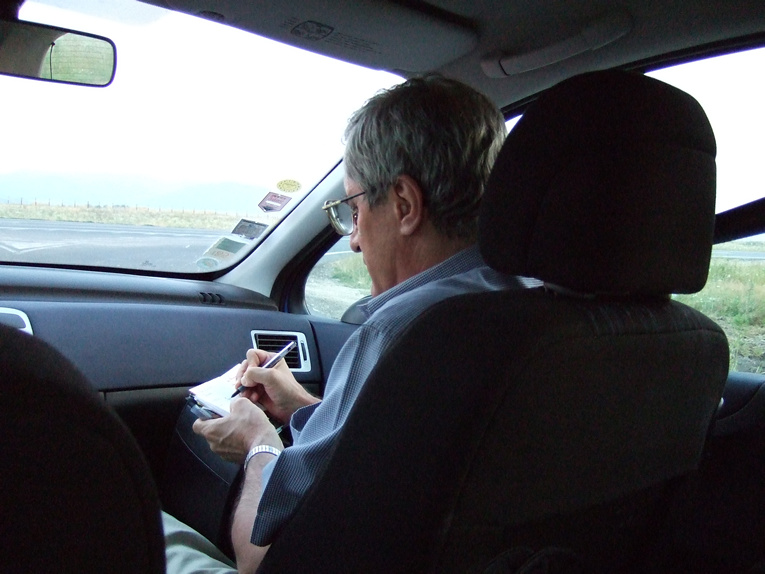

- Vasile Pârvan, Memoriale, Ed. Dacia, 1973 (coll. « Restituiri »).
- Emanoil Bucuța, Capra neagră, Ed. Dacia, 1977 (coll. « Restituiri »).
- Dominic Stanca, Timp scufundat, Ed. Eminescu, 1981.
- Alexandru Sever, Don Juan Apocalipticul, Ed. Eminescu, 1984 (coll. « Teatru comentat »).
- Adolfo Bioy Casares, Celălalt labirint, Ed. Univers, 1987 (coll. « Globus »).
- Ion Luca Caragiale, Temă și variațiuni, Ed. Dacia, 1988.
- Eugen Ionescu, Eu, Ed. Echinox, 1990.
- Ion Luca Caragiale, Momente (édition anastatique), Ed. Fundației Culturale Române, 1992.
- Adolfo Bioy Casares, O păpușă rusească, « Biblioteca Apostrof », 1992.
- Bulgakov, Maestrul și Margareta, Ed. Univers, 1995.

Volumes collectifs
- Scriitori români, 1978.
- Dicționarul scriitorilor români, coordonatori Mircea Zaciu, Marian Papahagi, Aurel Sasu, vol. I-IV, 1995-2002
- Dicționarul esențial al scriitorilor români, 2000.
- Dicționar  analitic de opere literare românești, vol. I-IV (1998-2003), édition définitive, 2007.

## Prix
- Prix pour les débuts littéraires, Union des écrivains de Roumanie (1977)
- Prix de la critique G. Călinescu  (1982)
- Prix de la Section roumaine de l'Association internationale des critiques de théâtre ; Prix de la critique, Salon national du livre (1995)
- Prix de l'essai, Union des écrivains de Roumanie ; Prix de la filiale Cluj, Union des écrivains de Roumanie (2000)
- Prix de l'essai, filiale Cluj de l'Union des écrivains de Roumanie (2004)

## Affiliations
- Membre de l'Union des écrivains de Roumanie